# Egyke programtervezési minta

Az egyke programtervezési minta UML osztálydiagramja

Az egyke programtervezési minta olyan programtervezési minta, amely egyetlen objektumra korlátozza egy osztály létrehozható példányainak számát.
Gyakori, hogy egy osztályt úgy kell megírni, hogy csak egy példány legyen belőle. Ehhez jól kell ismerni az objektumorientált programozás alapelveit.
Az osztályból példányt a konstruktorával lehet készíteni. Ha van publikus konstruktor az osztályban, akkor akárhány példány készíthető belőle, tehát publikus konstruktora nem lehet az egykének. De ha nincs konstruktor, akkor nem hozható létre a példány, amin keresztül hívhatnánk a metódusait. A megoldást az osztályszintű (statikus) metódusok jelentik. Ezeket akkor is lehet hívni, ha nincs példány.
Az egykének tehát van egy osztályszintű metódusa (szerezPéldány, angolul getInstance), ami minden hívójának ugyanazt a példányt adja vissza. Természetesen ezt a példányt is létre kell hozni, ehhez privát konstruktort kell készíteni, amit a szerezPéldány az egyke osztály tagjaként meghívhat.
Sokan erősen kritizálják az egyke mintát, és antimintának tekintik, mivel szükségtelen korlátozásokat és globális állapotokat helyez el az alkalmazásban, illetve csökkenti a tesztelhetőséget.

## Felhasználása
Egykét csak akkor érdemes használni, ha több példány egyidejű létezése a rendszer rendellenes működését vagy összeomlását okozhatja. A homlokzatok például gyakran egykék. Az absztrakt gyártó, az építő és a prototípus minták implementációja is gyakran épül az egyke mintára.
A globális változókkal szemben gyakran az egykéket részesítik előnyben, mivel nem szennyezik a névteret szükségtelen változókkal, és lehetővé teszik a lusta allokációt és inicializációt, míg a globális változók mindig fogyasztanak erőforrásokat.

## Megvalósítása
A megvalósításnak biztosítania kell, hogy:
- mindig egyetlen objektum létezzen
- mindig legyen globális hozzáférés a példányhoz

Ezt rendszerint így érik el:
- minden konstruktor privát
- a példány referenciája egy osztálymetóduson keresztül érhető el

A példányt rendszerint privát osztálypéldányként tárolják. A példány a változó inicializálásával jön létre, valamivel azelőtt, hogy az osztálymetódust meghívják. Egyszerű példa Java nyelven:
```
public
 
final
 
class
 
Egyke
 
{

    
private
 
static
 
final
 
Egyke
 
PELDANY
 
=
 
new
 
Egyke
();

    
private
 
Egyke
()
 
{}

    
public
 
static
 
Egyke
 
aPeldany
()
 
{

        
return
 
PELDANY
;

    
}

}

```

Javában gyakran használnak egyelemű enum-ot is, mert így maga a Java környezet biztosítja a példány egyediségét:
```
public
 
enum
 
Egyke
 
{

    
PELDANY
 
{

        
// ...

    
}

}

```

Az egyke használható lusta inicializációval. Ekkor a példány csak akkor jön létre, amikor az osztálymetódus először meghívódik. Ha ezt párhuzamos környezetben használják, akkor biztosítani kell, hogy ne legyen versenyhelyzet, különben több szál is létrehozhat egy-egy példányt. Ehhez teljes szinkronizálás helyett (a teljesítmény növelése céljából) gyakran használnak duplán ellenőrzött lockolást, ami azonban önmagában elégtelen, mivel az ellenőrzés pillanatában a példány inicializációja még bejezetlen lehet, annak ellenére, hogy a változó értéke már nem null. A következő Java példa egy segédváltozót használ az inicializált állapot ellenőrzésére:
```
public
 
final
 
class
 
Egyke
 
{

    

    
private
 
static
 
volatile
 
boolean
 
letrehozva
 
=
 
false
;

    
private
 
static
 
volatile
 
Egyke
 
peldany
 
=
 
null
;

    
private
 
Egyke
()
 
{}

    
public
 
static
 
Egyke
 
aPeldany
()
 
{

        
if
 
(
!
letrehozva
)
 
{

            
synchronized
(
Egyke
.
class
)
 
{

                
if
 
(
!
letrehozva
)
 
{

                    
peldany
 
=
 
new
 
Egyke
();

                    
letrehozva
 
=
 
true
;

                
}

            
}

        
}

        
return
 
peldany
;

    
}

}

```

## Egyszerű egyke példakód C#-ban
```
using
 
System
;

namespace
 
EgykeFonalBiztos

{

	
public
 
sealed
 
class
 
Egyke

	
{

		
// A statikus konstruktor akkor fut le, amikor az osztályt példányosítjuk,

		
// vagy statikus tagra hivatkozunk ÉS egy Application Domain alatt

		
// (értsd: adott program futásakor) maximum egyszer futhat le.

		
private
 
static
 
readonly
 
Egyke
 
egyed
 
=
 
new
 
Egyke
();

		
// privát konstruktor külső 'new' példányosítás ellen

		
private
 
Egyke
()
 
{}

		
// statikus konstruktor

		
// Azon osztályok, melyek nem rendelkeznek statikus 101

		
// konstruktorral beforefieldinit attribútumot

		
// kapnak az IL kódban. A statikus tagok inicializációja

		
// a program kezdetén azonnal megtörténik.

		
// Az olyan osztályok, amelyeknek van statikus konstruktora

		
// ezt nem kapják meg,

		
// ezért a statikus tagok akkor példányosulnak,

		
// amikor először hivatkozunk az osztályra,

		
// vagyis jelen esetben amikor elkérjük a példányt.

		
static
 
Egyke
()
 
{}

		
public
 
static
 
Egyke
 
Peldany

		
{

			
get

			
{

				
return
 
egyed
;

			
}

		
}

	
}

	
class
 
Program

	
{

		
static
 
void
 
Main
(
string
[]
 
args
)

		
{

			
Egyke
 
s1
 
=
 
Egyke
.
Peldany
;

			
Egyke
 
s2
 
=
 
Egyke
.
Peldany
;

			
if
 
(
s1
 
==
 
s2
)

				
Console
.
WriteLine
(
"OK"
);

			
Console
.
ReadKey
();

		
}

	
}

}

```

## Fordítás
Ez a szócikk részben vagy egészben  a   Singleton pattern című angol Wikipédia-szócikk fordításán alapul.  Az eredeti cikk szerkesztőit annak laptörténete sorolja fel. Ez a jelzés csupán a megfogalmazás eredetét és a szerzői jogokat jelzi, nem szolgál a cikkben szereplő információk forrásmegjelöléseként.